# Élections législatives cambodgiennes de 1955
Les élections législatives cambodgiennes de 1955 ont permis, en septembre, le renouvellement de l'Assemblée nationale. Ce sont les premières à se tenir dans ce pays depuis l’indépendance.

## Campagne et prémices
La précédente assemblée avait eu une vie relativement courte. Alors que le gouvernement issu des élections de septembre 1951 avait été déposé par Norodom Sihanouk en juin 1952 et remplacé par un cabinet dirigé par le monarque et hostile au parlement, l’assemblée quant à elle, sera dissoute en janvier 1953, là encore par décret royal. Les choses évolueront lors de la signature des accords de Genève, le 20 juillet 1954, qui confirme l’indépendance du Cambodge au niveau international mais demande l’organisation de nouvelles élections en 1955.
Dans le même temps, Yem Sambaur, Sam Nhean, Nhiek Tioulong et Lon Nol, les responsables des petits partis n’ayant obtenu aucun siège aux élections précédentes, s’associaient au sein de Sahapak (le Parti Unifié) afin de tenter de faire chuter le parti démocrate, majoritaire à l'Assemblée et d’élaborer une stratégie pour gouverner le pays. Sihanouk, ne fut pas long à leur accorder son soutien, les principaux dirigeants de la coalition ayant été parmi ses plus proches collaborateurs. Le roi comptait sur leur capacité d’organisation alors qu’en contrepartie ils espéraient pouvoir bénéficier de la popularité du monarque. Cette alliance perdurera jusqu’à la déposition de Norodom Sihanouk en 1970.
Au début de 1955, un coup de théâtre allait secouer la vie politique cambodgienne : le 3 mars, Norodom Sihanouk abdiquait au profit de son père, afin de pouvoir mieux s’investir dans les joutes électorales. En avril, il fondait un mouvement - il insiste pour qu'on ne l’appelle pas « parti » – national politique, le Sangkum Reastr Niyum, que l’on peut traduire par communauté socialiste populaire.
Début mai, les membres de différents partis monarchistes de droite viennent renforcer le mouvement ; c’est tout d’abord le Parti de la Rénovation khmère de Lon Nol et Nhiek Tioulong, allié à Sihanouk depuis 1951, qui se dissout, suivi peu après du Parti Populaire de Sam Nhean et de celui du Nord Est victorieux de Dap Chhuon.
Sihanouk tentait de soustraire la politique cambodgienne à l’influence des autres formations. Mais encore en avril, beaucoup d’observateurs pensaient que le parti démocrate remporterait les élections repoussées à maintes reprises. Cependant, la police et la milice aux ordres de Dap Chhuon multipliaient les brutalités et autres mesures d’intimidation. Alors que les caciques du Sangkum déploraient devant l’ambassadeur des États-Unis la mort de deux des leurs en province, les actes à l’encontre des partisans démocrates et du Pracheachon, qui n’étaient pas rendu publics, étaient d’une toute autre ampleur. Plusieurs journaux indépendants furent fermés et leurs propriétaires emprisonnés alors que dans les provinces, de nombreux communistes et démocrates furent incarcérés puis libérés après le scrutin, sans avoir été jugés. Ailleurs, des villageois étaient rassemblés à la pagode où ils devaient jurer devant des moines de voter pour le Sangkum cependant que dans certains districts, les candidats royalistes auraient été avertis par leur direction que pour garantir leur avenir, ils devaient assurer à leur mouvement au moins 80 % des suffrages. Enfin, un candidat démocrate avait contacté depuis Siem Reap un membre de l’ambassade américaine mais, d’après ce dernier « la conversation n’avait pas pu être fructueuse, l’interlocuteur étant visiblement effrayé et n’avait pas voulu donner son nom ». Les bruits quant aux actes de violence qui se répandaient à travers le pays par le bouche à oreille suffisaient dans la plupart des cas à contenir les velléités de contestation.
Les libéraux furent plus faciles à amadouer. En juin le prince Norodom Norindeth, fondateur du parti en abandonnait la présidence pour rejoindre le Sangkum. Après les élections, il deviendra le premier ambassadeur du Cambodge auprès de l’UNESCO à Paris.
Même si les campagnes précédentes avaient déjà eu leur lot de violences et d’abus de toutes sortes, les exactions observées en 1955 étaient d’une toute autre nature. Pour la première fois l’appareil d’État, la famille royale et les médias conjuguaient leurs efforts pour défendre une liste de candidats. Malgré cela, à la fin août, les démocrates pensaient toujours pouvoir décrocher une vingtaine de sièges et espéraient que le Pracheachon pourrait gagner sept des trente circonscriptions dans lesquelles ils concouraient ; ils pourraient alors s’allier pour entraver les réformes constitutionnelles voulue par Sihanouk. Mais dans le même temps, la plupart des candidats démocrates, craignant pour leur vie, se réfugiaient à Phnom Penh. Du côté du Sangkum, le choix de certains candidats prêtait à sourire ; à Battambang, Huy Kanthoul se rappelait d’un « sino-khmer qui aurait eu du mal à lire un seul mot de cambodgien » alors qu’à Svay Rieng, le mouvement était représenté par un jeune chanteur populaire de 19 ans qui avait attiré l’attention de Sihanouk. Ailleurs, on rencontrait d’anciens membres du parti de la rénovation khmère, battus lors des élections de 1947 et 1951.
Le mélange de terreur, de favoritisme, de propagande et de mépris pour les élites qui sévissait alors allait devenir monnaie courante dans les années qui suivront. Les démocrates s’estimaient pourtant toujours libres de discuter avec des étrangers de la situation du Cambodge et de l’avenir du pluralisme. Après 1955, la contestation allait être étouffée et les dissidents emprisonnés. Malgré tout, la campagne continuait et les démocrates, poursuivaient leurs discours où ils fustigeaient l’absolutisme et le sous-développement endémique. Pour contrer ces arguments, la presse proche du Sangkum développait une approche originale du malaise social, prétextant que les indigents devaient leur pauvreté à leurs méfaits commis dans leurs vies précédentes alors que les plus aisés jouissaient du fruits des bonnes actions de leurs existences passées. Cette affirmation allait par la suite devenir un des piliers du « socialisme bouddhiste » prôné par le Sangkum.
Alors que l’échéance approchait, l’oppression se faisait plus sensible. Trois jours avant les élections, il fut décidé de juguler Keng Vannsak, l’un des orateurs les plus populaires du Parti démocrate, capable d’attirer des foules importantes. Des partisans du Sangkum s’invitèrent à un de ses meetings à Phnom Penh. Des coups de feu furent échangés, tuant un chauffeur du tribun ; ce dernier fut bousculé, poussé hors de la manifestation et arrêté pour incitation à la violence. Il sera emprisonné deux mois sans procès et sera libéré une fois les élections passées et après avoir dû présenter des excuses publiques au roi.

## Résultats
Quand la date du scrutin arriva, le résultat ne faisait aucun doute. Mais le score des candidats du Sangkum – crédité de 82 % des voix et la totalité des sièges –avait surpris la plupart des observateurs. Les démocrates, qui n’avaient réunis que 12 % des votes, se plaignaient que dans les circonscriptions où le mouvement royaliste avait perdu, les urnes avaient été détruites et ses candidats avaient été purement et simplement décrétés vainqueurs sans autre forme de procès. Le Pracheachon avait officiellement récolté plus de 30 000 voix, soit 4 % des suffrages exprimés. Il semble acquis que parmi les 25 % d’inscrits qui n’avaient pas volontairement ou non pris part au vote, la plupart auraient voté pour le Parti démocrate ou le Pracheachon, mais pas suffisamment pour empêcher une victoire du Sangkum. Le fait que 309 candidats concourraient pour 91 sièges explique en partie que beaucoup ne s’attendaient pas à un tel raz de marée. Huy Kanthoul affirma à des membres de l’ambassade américaine que dans au moins une des circonscriptions où les démocrates n’obtinrent pas une seule voix, aucun bulletin à leur nom n’avait été fourni dans les bureaux de vote. D’autres se plaignaient que les bulletins du Sangkum étaient imprimés suffisamment gras pour être lisibles à travers l’enveloppe et voir qui n’avait pas voté pour le mouvement royaliste. Dans un bureau de vote, il fut reporté que des militaires surveillaient l’intérieur des isoloirs et corrigeaient tous ceux qui n’avait pas choisi le Sangkum.
|       |                               |         |       |        |               |
| Parti | Parti                         | Voix    | %     | Sièges | +/-           |
|       | Sangkum Reastr Niyum          | 630 085 | 82,72 | 91     | Nv.           |
|       | Parti démocrate               | 93 921  | 12,33 | 0      | 54            |
|       | Pracheachon                   | 29 505  | 3,87  | 0      | Nv.           |
|       | Parti libéral                 | 5 488   | 0,72  | 0      | 18            |
|       | Parti nationaliste            | 1 140   | 0,15  | 0      | Nv.           |
|       | Parti de l'indépendance khmer | 770     | 0,10  | 0      | Nv.           |
|       | Parti travailliste khmer      | 289     | 0,04  | 0      | Nv.           |
|       | Sans étiquette                | 546     | 0,07  | 0      | en stagnation |
|       |                               |         |       |        |               |
| Total | Total                         | 761 744 | 100   | 91     | 13            |

Il n’est pas possible de savoir quel score la formation sihanoukiste aurait obtenu sans les manœuvres d’intimidation citée plus haut, mais il semble probable que le Sangkum aurait quand même atteint une majorité confortable. Toutefois, le prince aurait dû affronter une partie de l’assemblée résolument hostile. L’idée d’une telle opposition, même stérile lui aurait été impensable et il aurait voulu en exclure toute possibilité.